# 东山石棚墓群
东山石棚墓群，位于中国吉林省通化市东山，为一个省级文物保护单位，类型为古墓葬，公布时间为2007年5月31日。该文物保护单位由通化市文物管理委员会办公室管理。
东山石棚墓群的历史年代为春秋战国。